# Dazey (Dakota Północna)
Dazey – miasto w Stanach Zjednoczonych, w stanie Dakota Północna, w hrabstwie Barnes.